# Football en Italie
Le football en Italie est géré par la Fédération italienne de football (FIGC, italien : Federazione Italiana Giuoco Calcio) qui regroupe les clubs de football du pays et elle organise les compétitions nationales ainsi que les matchs internationaux de l'équipe d'Italie.
En 2012-2013, le pays compte quatre championnats professionnels avec la Serie A (D1), la Serie B (D2), la Ligue Pro 1 (D3) et la Ligue Pro 2 (D4). Ces deux dernières ligues sont fusionnées en une seule Serie C pour la saison 2014-2015, avec 60 clubs. Il existe aussi une compétition à élimination directe ouverte aux clubs des cinq premières divisions, la Coupe d'Italie.

## Organisation
La fédération est composée de divers organismes qui agissent au niveau des compétitions, de la représentativité des joueurs, des entraîneurs ou des arbitres.
La Lega Serie A gère la première division, la Coupe d'Italie, la Supercoupe d'Italie ainsi que les compétitions nationales réservées aux joueurs de moins de 21 ans (le Championnat Primavera, la Coupe Primavera et la Supercoupe Primavera). La Lega Serie B gère la deuxième division. La Lega Pro gère les deux autres championnats professionnels, à savoir la troisième et la quatrième division. Cet organisme organise également la Coppa Italia Lega Pro, la Supercoupe D3 et la Supercoupe D4. La Ligue Nationale Amateur, Lega Nazionale Dilettanti, gère les championnats amateurs, le football féminin, le beach soccer et le football à 5.

### Football féminin
| De        | À         | Niveau I                                      | Niveau II                   |
| --------- | --------- | --------------------------------------------- | --------------------------- |
| 1967-1968 | 1973-1974 | Deux championnats (2 ligues : FFIGCF et FICF) |                             |
| 1974-1975 | ...       | Serie A féminine (16)                         | Serie B féminine (4 poules) |

### Football masculin
| 1897-1898 | 1903-1904 | Championnat fédéral                 |                          |                   |                         |                      |                      |
| 1904-1905 | 1921-1922 | Première catégorie FIGC (variable)  |                          |                   |                         |                      |                      |
| 1922-1923 | 1925-1926 | Première division (variable)        |                          |                   |                         |                      |                      |
| 1926-1927 | 1928-1929 | Division nationale (20, 22 puis 32) |                          |                   |                         |                      |                      |
| 1929-1930 | 1934-1935 | Serie A (18 puis 20)                | Serie B (18, 20 puis 22) |                   |                         |                      |                      |
| 1935-1936 | 1947-1948 | Serie A (18 puis 20)                | Serie B (18, 20 puis 22) | Serie C (2*18)    |                         |                      |                      |
| 1948-1949 | 1977-1978 | Serie A (18 puis 20)                | Serie B (18, 20 puis 22) | Serie C (2*18)    | Serie D*                |                      |                      |
| 1978-1979 | 2007-2008 | Serie A (18 puis 20)                | Serie B (18, 20 puis 22) | Serie C1          | Serie C2                | Serie D (9*18 ou 20) | Eccellenza Regionale |
| 2008-2009 | 2013-2014 | Serie A (18 puis 20)                | Serie B (18, 20 puis 22) | Lega Pro 1 (2*18) | Lega Pro 2 (2*20 ou 21) | Serie D (9*18 ou 20) | Eccellenza Regionale |
| 2014      | 2017      | Serie A (18 puis 20)                | Serie B (18, 20 puis 22) | Lega Pro          | Serie D                 | Eccellenza           | Promozione           |
| 2017      | -         | Serie A (18 puis 20)                | Serie B (18, 20 puis 22) | Serie C (3*20)    | Serie D (9*16 ou 20)    | Eccellenza           | Promozione           |

(*) : divers noms dans le passé
- Championnat professionnel
- Championnat semi-professionnel
- Championnat amateur

## Histoire
En 1898 est créée la Fédération italienne de football afin d'encadrer et développer le football national, véritable phénomène dans les principales villes du pays (Turin, Naples, Gènes, Palerme, Milan).
Alors que le Championnat d'Italie se développe et accueille de plus en plus d'équipes en son sein (neuf équipes se disputent ainsi le championnat d'Italie de football 1909-1910), la première équipe d'Italie joue son premier match contre la France le 15 mai 1910 à Milan. Les Italiens jouent en blanc et l'emportent 6 à 2 devant une foule très enthousiaste.
Les équipes du Sud du pays sont pour la première fois admis par la FICG lors du Championnat d'Italie de football 1912-1913. Le champion d'Italie devient donc le champion du pays tout entier grâce à cette démarche.
Avec la 1re Guerre mondiale et le départ de joueurs et dirigeants au front, le championnat d'Italie doit s'arrêter pendant trois ans, de 1916 à 1919. L'Inter Milan devient le premier champion de l'après-guerre après une finale nationale remportée 3 buts à 2 face à l'Unione Sportiva Livorno le 20 mai 1920.
À partir de l'édition édition 1926-1927, le Calcio commence petit à petit à prendre forme, un véritable championnat met aux prises les vingt meilleures équipes du pays en deux phases de poules, le football est alors parfaitement ancré dans la culture du pays et les joueurs, encore amateurs, deviennent de véritables stars. L'ère du professionnalisme n'est plus très loin, les joueurs commençant à toucher le remboursement de leur frais pour les matches disputés au sein de leur club (fait que désapprouve totalement la FIFA, grand défenseur de l'amateurisme à cette époque).
En 1926, la FIGC décide de limiter le nombre d'étrangers à un par équipe par match de championnat, ce qui entraîne le départ d'une bonne partie des Hongrois, nombreux en Série A durant les années 1920. C'est dans ce contexte que l'équipe d'Italie dispute la première Coupe du monde en 1934 sur son sol. La Squadra azzurra n'a en effet pas fait le long déplacement en Uruguay quatre ans plus tôt pour la Coupe du monde de football de 1930. S'appuyant sur neuf joueurs de la Juventus au cours de la compétition, les hommes de Vittorio Pozzo font preuve d'un réalisme très efficace qui leur offre la victoire finale contre la Tchécoslovaquie le 10 juin 1934 (2-1 après prolongations). Benito Mussolini qui fait de cette compétition la vitrine de son régime et de son pays est aux anges.
L'organisation de cette Coupe du monde de football de 1934 fut obtenu sous la Présidence de Leandro Arpinati laissant la place à Giorgo Vaccaro qui, grâce au succès de l'équipe d'Italie marque l'histoire du football italien. Durant son mandat (de 1933 à 1942), Vaccaro voit en effet la victoire de la nazionale à la Coupe du monde de football de 1934 mais également lors de la Coupe du monde de football de 1938 en France. En 1936, les Italiens décroche également la médaille d'or lors des Jeux olympiques d'été de 1936 de Berlin. Giuseppe Meazza, Silvio Piola et ses coéquipiers n'ont alors pas de rival sur la planète foot.
La Seconde Guerre mondiale vient briser cet élan et plonger la Nazionale dans un quasi anonymat pendant une trentaine d'années : élimination au 1er tour des Coupes du monde 1950, 1962 et 1966 et même non-qualification pour la phase finale de la Coupe du monde de football de 1958.
Le football italien d'après-guerre est marqué par le destin tragique de la grande équipe du Torino Football Club surnommé à l'époque Grande Torino qui domine outrageusement le championnat italien durant les années 1940 (Champion en 1943, 1946, 1947, 1948, 1949). Au retour d'un match amical au Portugal, l'équipe turinoise est décimée lors d'une catastrophe aérienne, le 4 mai 1949 dans laquelle 18 joueurs, dont les talentueux Valentino Mazzola et Eusebio Castigliano ainsi que 6 autres internationaux italiens, trouvent la mort. C'est le Drame de Superga qui marquent durant plusieurs années l'Italie du football et sa sélection, touchée de plein fouet par cette catastrophe.
Après ces années de vaches maigres pour la sélection italienne, les dirigeants du football italien décident d'opérer une vraie réforme de la fédération, Bruno Zauli (1958-1959) puis Umberto Agnelli (1959-1961) se penchent ainsi sur ce problème et favorise le développement de la formation des jeunes. Cette politique, ainsi que l'arrivée au premier plan de ses clubs sur la scène européenne (trois victoires en Coupe des clubs champions européens en 1963, 1964 et 1965 grâce à l'Inter Milan et son rival l'AC Milan), profite à la sélection qui remporte le Championnat d'Europe1968 sur ses terres. Deux ans plus tard, et sous la présidence d'Artemio Franchi, futur Président de l'UEFA, la Nazionale atteint la finale de la Coupe du monde de football de 1970 battu seulement par le Brésil de Pelé.
Président de l'UEFA (de 1973 à 1983) et Vice-président de la FIFA (1974-1983), Artemio Franchi est également Président de la FIGC de 1966 à 1976 puis de 1978 à 1980, année où il doit démissionner à la suite du scandale des matchs truqués dit scandale du Totonero. Malgré ces tumultes au sommet de la Fédération, mais aussi au sein de l'équipe nationale (ou plusieurs joueurs sont impliqués dans cette affaire), la Nazionale remporte la Coupe du monde de football de 1982 en Espagne durant un tournoi final où les Azzurris montèrent en puissance. Federico Sordillo est alors président de la Fédération italienne de football.
La suite de la décennie est moins glorieuse avec une élimination en qualification lors du Championnat d'Europe 1984 et une autre en 8e de finale de la Coupe du monde de football de 1986 contre la France. Le retour au premier plan a lieu en 1988 avec une 3e place au Championnat d'Europe de football 1988 et surtout une place de demi-finaliste à lors de la  Coupe du monde 1990 organisée dans la péninsule puis une place de finaliste durant la Coupe du monde 1994. Arrigo Sacchi à la tête de la sélection de 1991 à 1996 est déchu après un Championnat d'Europe 1996 raté (élimination au 1er tour), entrainant avec lui Antonio Matarrese le président de la Fédération, un de ses principaux défenseurs. Luciano Nizzola, farouche partisan de Sacchi avant sa chute, lui succède, et cela pendant quatre ans. Vaincu de nouveau aux pénaltys face à la France en quarts de finale de la Coupe du monde 1998, l'Italie brille à cette époque en jeunes les espoirs italiens remportant cinq Championnat d'Europe de football espoirs sur sept de 1992 à 2004.
C'est le début d'une nouvelle époque pour le football italien qui doit faire face à la concurrence de plus en plus affirmée des championnats anglais et espagnol et de l'application de l'Arrêt Bosman qui remettent en question la suprématie de la Serie A et affaiblissent la sélection nationale au début des années 2000. Entrainé par Giovanni Trapattoni, la Nazionale est éliminé en huitièmes de finale de la Coupe du monde de football de 2002 par les hôtes de la compétition, la Corée du Sud sur un but en prolongations.
En 2003, l'équipe d'Italie de futsal devient championne d'Europe à Caserte et en 2004 aux Jeux olympiques d'été, l'Équipe d'Italie espoirs de football décroche la médaille de bronze, podium que les Italiens n'avaient pas atteint depuis les Jeux de Berlin en 1936.
Comme en 1982, l'Italie ne se présente pas dans les meilleures conditions pour disputer la Coupe du monde de football de 2006. L'affaire des matchs truqués du Calcio implique en effet quelques joueurs de la sélection (dont plusieurs jouent à la Juventus) et plusieurs membres de la Fédération italienne dont Pierluigi Pairetto, responsable de la désignation des arbitres. Pourtant, comme 24 ans plus tôt les italiens remportent le trophée et ajoutent une quatrième étoile à leur maillot après la victoire aux penalties contre la France 1-1 (5 tirs au but à 3).
Après le Calciopoli, l'autre nom du scandale de 2006, la FIGC, dirigé en 2007 par Luca Pancalli doit faire face à la montée de l'ultra-violence dans les stades italiens au tournant des années 2000. Le 7 février 2007, après le derby sicilien entre Calcio Catane et l'US Palerme un policier décède après l'agression d'un Ultra de Catane. À la suite de cet évènement qui fait suite également au meurtre d'un supporter du Genoa par un ultra de l'AC Milan, le Président de la Fédération, Pancalli suspend temporairement tous les matches de football sur le sol italien.

## Stades
L'Italie possède plusieurs grands mais vieux stades de football qui, à cause de leur âge et leur vétusté, attirent un public de moins en moins important. Liste exhaustive des stades italiens toujours existants ou détruits :
| Nom                      | Ville  | Capacité      | Note                                                 |
| ------------------------ | ------ | ------------- | ---------------------------------------------------- |
| Stade Giuseppe-Meazza    | Milan  | 80 018 places | Appelé aussi San Siro                                |
| Stade olympique de Rome  | Rome   | 72 698 places |                                                      |
| Stadio delle Alpi        | Turin  | 69 295 places | Détruit en 2008                                      |
| Stadio San Paolo         | Naples | 60 240 places |                                                      |
| Stade San Nicola         | Bari   | 58 170 places |                                                      |
| Juventus Stadium         | Turin  | 41 000 places | Stade privé appartenant au club de la Juventus Turin |
| Stade olympique de Turin | Turin  | 28 140 places | 65 000 places dans sa version de 1933                |

## Football italien et...

### Racisme
Les joueurs noirs du championnat de Serie A sont parfois victimes de chants et gestes racistes. Les derniers en date sont Mario Balotelli ou Angelo Ogbonna pourtant italiens mais aussi le Français Paul Pogba.[réf. nécessaire]
Les clubs de football italiens sont sanctionnés lorsque de tels actes se produisent. Pour la saison 2013-2014, la Fédération italienne aggrave les sanctions pour répondre à ce problème croissant. Ainsi, des joueurs étant reconnus coupables d'avoir tenus des propos racistes seront directement suspendus pour 10 rencontres. Du côté des supporteurs, des matchs à huis clos seront directement infligés aux clubs dont les tifosi se comportent mal.

### Violence
Après le Calciopoli, l'autre nom du scandale de 2006, la FIGC, dirigé en 2007 par Luca Pancalli doit faire face une montée de l'ultra-violence dans les stades italiens. Le 7 février 2007, après le derby sicilien entre Calcio Catane et l'US Palerme un policier décède à la suite de l'agression d'un ultra de Catane. À la suite de cet évènement qui fait suite au meurtre d'un supporter du Genoa par un ultra de l'AC Milan, le président de la fédération italienne de football suspend temporairement tous les matches de football sur le sol italien.

### Matchs truqués
Dans les années 1970-1980, il était alors très courant que des footballeurs parient sur le résultat d'un match dans lequel ils joueraient. Ce genre de pari créait évidemment de lourds conflits d'intérêts, parce que le joueur pouvait ne pas jouer de son mieux, de manière à influencer le résultat du match et gagner le plus d'argent possible.
Le phénomène était d'une dimension telle que, lors des dénonciations de la part de deux commerçants romains, la magistrature fit arrêter des personnes directement sur les terrains de football.
Les équipes qui s’adonnaient le plus au totonero étaient alors SS Lazio, le Milan AC et Pérouse Calcio. En 1980, Artemio Franchi est alors président de la fédération italienne de football et doit démissionner à la suite du scandale des matchs truqués dit scandale du Totonero. À la suite de ces tumultes au sommet de la Fédération, mais aussi au sein de l'équipe nationale (ou plusieurs joueurs sont impliqués dans cette affaire), le Milan AC est rétrogradé en division 2 et son gardien de l'époque, Enrico Albertosi, est suspendu 2 saisons.
En 2006, la Juventus se voit retirer ces titres de 2005 et 2006 à la suite de matchs truqués et est reléguée en 2e division italienne. L'AC Milan ainsi que la Fiorentina, la Lazio et la Reggina sont condammnés en plus du club turinois. De nombreuses personnalités du football italien sont impliquées, notamment Luciano Moggi qui donne son nom à l'évènement : le scandale Moggi. À la suite de l'affaire du calciopoli (autre nom donné) qui éclate juste avant le mondial 2006, le championnat de Serie A est ébranlé et peine à redorer son noble blason. Sepp Blatter, alors président de la FIFA, qualifie l'affaire de « plus gros scandale de l'histoire du football ».